# 裴钢
裴钢（1953年12月11日—），辽宁沈阳人， 中国细胞生物学家， 分子药理学家，中国科学院院士，中国科学院上海生命科学研究院院长。曾任同济大学校长、台湾世新大学荣誉教授。

## 生平
1953年12月11日出生于辽宁沈阳，1970年参加工作。1978年初进入沈阳药学院（现沈阳药科大学）学习，1982年获学士学位、1984获硕士学位。1987年进入美国北卡大学学习，1991年获生物化学和生物物理学博士学位。1992年至1995年2月，在美国杜克大学进行博士后研究。1995年3月回国，应聘担任德国马普学会和中科院共同支持的青年科学家小组组长，研究员。2006年6月，受聘为同济大学名誉教授。2000年5月至2007年11月，任中科院上海生命科学研究院院长。2007年8月，任同济大学校长。2016年9月，卸任同济大学校长。
1999年当选中国科学院院士，2006年起任中国科学院生命科学和医学部副主任；2001年当选第三世界科学院院士。
现为中国细胞生物学会理事长，亚太细胞生物学组织主席，中药全球化联盟副主席，《Cell Research》主编和国际多种学术刊物编委。并担任国务院学位委员会学科评议组成员，中国科学院研究生院学位委员会副主任，国家重点基础研究发展计划（973计划）第四届专家顾问组成员，“发育与生殖研究”重大科学研究计划专家组组长，国家重大基础平台建设专家组成员。裴钢同志长期从事细胞信号转导研究，在国际学术刊物发表研究论文100多篇。1996年获国家杰出青年科学基金，1997年获求是科技基金会“杰出青年学者奖”，1999年获何梁何利科技进步奖，2002年获国家自然科学二等奖，2006年获上海市自然科学一等奖。2011年11月在上海复旦大学获得第四届谈家桢生命科学成就奖。

## 荣誉

### 外国勋章奖章
- 芬兰狮子指挥官勋章（芬兰，2014年5月20日公布[3]、2014年11月17日于上海芬兰驻沪总领馆颁发[4]）：因其在促进芬中两国高校教育、创新和设计领域的杰出贡献。

## 争议
2019年11月29日，传言首都医科大学校长饶毅实名举报李红良、裴钢、耿美玉造假，饶毅回应称“没有发出，有过草稿”。2021年1月21日，科技部发布调查结论，指裴钢的1篇论文未发现有造假。同日，饶毅向中国科学院学部科学道德建设委员会正式举报裴钢的论文涉嫌学术不端。1月26日，道德委公开发布处理意见称，鉴于联合工作机制对该论文已有明确调查结论，对涉及论文的举报不再进行调查。